# Izoksuprin
Izoksuprin (Izoksuprin hidrohlorid, Vasodilan) je lek koji se koristi kao vazodilatator kod ljudi. Izoksuprin je beta-adrenergički agonist koji uzrokuje direktnu relaksaciju materičnih i vaskularnih glatkih mišića putem beta-2 receptora.